# Libba Bray

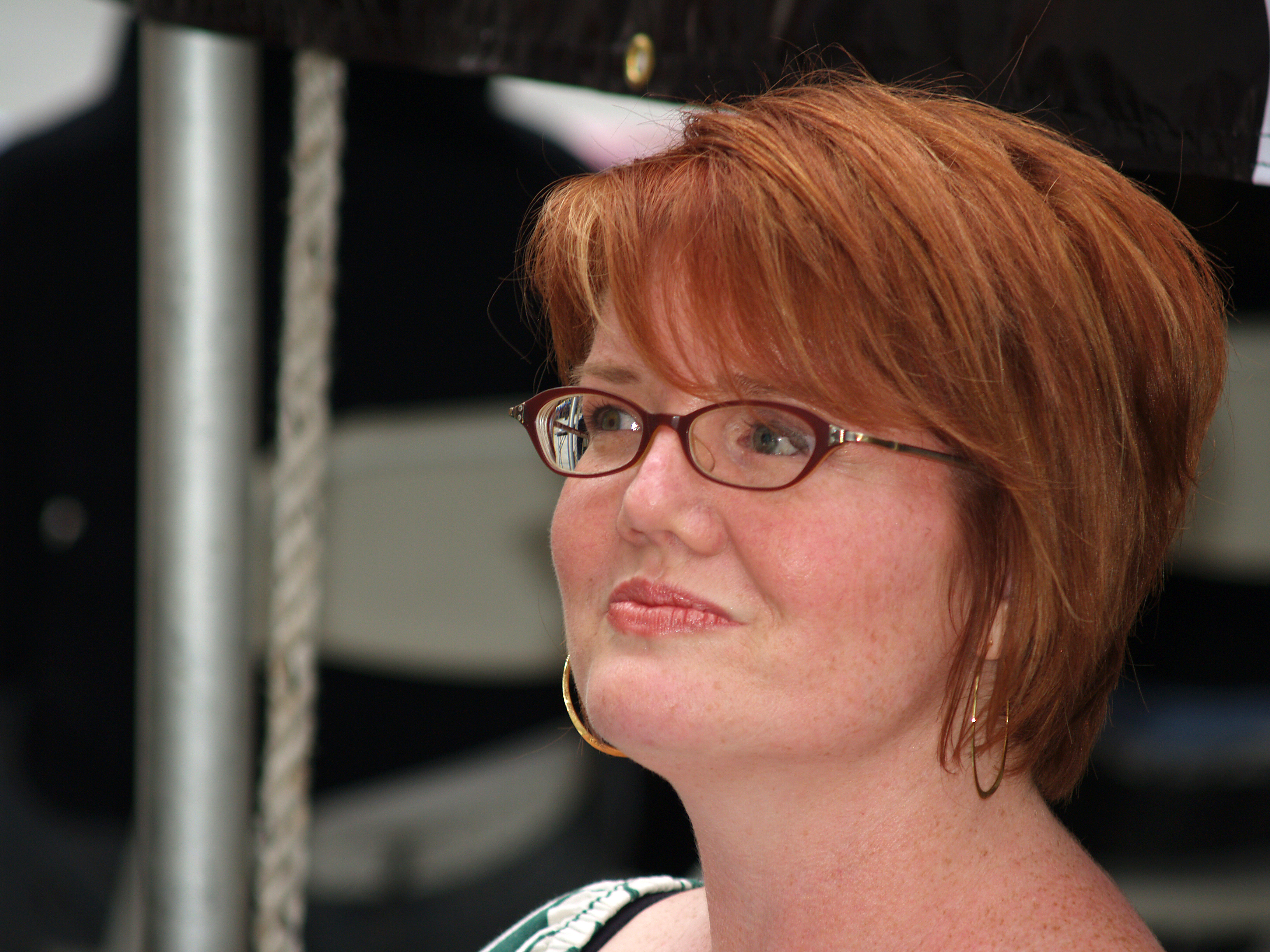
Libba Bray

Libba Bray, eigentlich Martha E. Bray (* 11. März 1964 in Alabama) ist die Autorin der Bücher-Trilogie: Der Geheime Zirkel.

## Leben
Bray ist die Tochter eines Predigers und einer Lehrerin. Mit 10 Jahren schrieb sie ihre erste Kurzgeschichte über einen Vampir. Sie wuchs in Texas auf und machte mit 26 Jahren ihren Universitätsabschluss im Fach Drama. Daraufhin zog sie nach New York City. Dort lernte sie ihren jetzigen Ehemann Barry Goldblatt kennen, der sie als Agent für Kinder- und Jugendliteraturbei bei der Entstehung ihrer Trilogie unterstützte.
Mit 18 Jahren war sie Opfer eines Autounfalls, bei dem ihr Gesicht entstellt wurde. Durch zahlreiche Operationen wurde ihr Gesicht weitgehend wiederhergestellt. In dieser Zeit wurde das Schreiben für sie eine Art von Therapie. 
Libba Bray hat einen Sohn und lebt mit ihrer Familie in Brooklyn, New York.

## Der Geheime Zirkel
Die Trilogie spielt im England des 19. Jahrhunderts. Die Hauptperson ist Gemma Doyle, welche ihre Mutter durch Suizid verliert. Deswegen wird sie nach London an die „Spence“-Akademie für Mädchen geschickt, in der sie zu einer heiratsfähigen Frau und auch zu einer guten Mutter erzogen werden soll. Das Motto der Schule ist „Grazie, Charme und Schönheit“. Dort an der Schule lernt Gemma die mutige Felicity, die schüchterne Ann und die schöne Pippa kennen.
Die Reihe besteht aus den Büchern: „Gemmas Visionen“, „Circes Rückkehr“ und „Kartiks Schicksal“.
Der erste Band wurde zum Bestseller der New York Times.